# 青白江区
青白江区（せいはくこう-く）は中華人民共和国四川省成都市に位置する市轄区。

## 地理
成都市北部に位置し、工業が盛んな地域である。

## 行政区画
3街道、4鎮を管轄する。
- 街道:大同街道、大彎街道、弥牟街道
- 鎮:城廂鎮、姚渡鎮、清泉鎮、福洪鎮

## 経済
- 中欧班列（中文:中歐班列）中国と欧州を結ぶ国際定期貨物列車

## 交通
鉄道
- 中国鉄路総公司
  - 中国鉄路成都局集団公司
    - 西成旅客専用線（青白江東駅（中国語版））旧・成綿楽旅客専用線
    - 達成線（城廂駅（中国語版））
    - 成渝線（陳家湾駅（中国語版）、紅花塘駅（中国語版））
    - 成蘭線（建設中）
    - 青白江駅 貨物駅で旅客扱いはない

## 健康・医療・衛生
- 成都市青白江区人民医院